# Man on the line (album)
Man on the line is het zevende studioalbum van Chris de Burgh. Hij nam het album op in de Farmyard geluidsstudio te Buckinghamshire in Engeland. Muziekproducent en geluidstechnicus waren opnieuw Rupert Hine, respectievelijk Stephen W. Taylor. 

## Musici
- Chris de Burgh – zang, akoestische gitaar
- Phil Palmer gitaar
- Rupert Hine – toetsinstrumenten, achtergrondzang, arrangementen

Met
- John Giblin – basgitaar (3)
- Howard Jones – piano (4)
- Tina Turner - zang (5)
- Trevor Morais – slagwerk (5, drummer van Hines muziekgroep Quantum Jump)

De Burgh toerde destijds met Glenn Morrow (toetsen), Ian Kojima (toetsen, saxofoon), Al Marine (basgitaar), Danny McBride (gitaar) en Jeff Phillips (drums, percussie; hij speelde mee op track 10).

## Muziek
| Nr. | Titel                  | Duur |
| --- | ---------------------- | ---- |
| 1.  | The ecstasy of flight  | 4:01 |
| 2.  | Sight and touch        | 3:14 |
| 3.  | Taking it to the top   | 4:00 |
| 4.  | The head and the heart | 3:59 |
| 5.  | The sound of a gun     | 4:29 |
| 6.  | High on emotion        | 4:26 |
| 7.  | Much more than this    | 2:57 |
| 8.  | Man on the line        | 4:25 |
| 9.  | Moonlight and vodka    | 3:39 |
| 10. | Transmission ends      | 5:59 |

Transmission ends bevat een stilte van enkele minuten.

## Hitnotering
Het album viel goed in de smaak, want dook op in een flink aantal albumlijsten:
- Duitsland: hoogste notering plaats 1 in 52 weken notering
- Nederland: hoogste notering plaats 46 in 1 week notering
- Noorwegen: hoogste notering plaats 6 in 12 weken notering
- Oostenrijk: hoogste notering plaats 9 in 12 weken notering
- Verenigd Koninkrijk: hoogste notering plaats 11 in 24 weken notering
- Verenigde Staten: hoogste notering plaats 69
- Zweden: hoogste notering plaats 12 in 7 weken notering
- Zwitserland: hoogste notering plaats 1 in 38 weken notering